# Куммеров (Штральзунд)
Куммеров (нем. Kummerow) — община в Германии, в земле Мекленбург-Передняя Померания.
Входит в состав района Северная Передняя Померания. Подчиняется управлению Нипарс. Население составляет 331 человек (на 31 декабря 2010 года). Занимает площадь 11,55 км².